# Kessel Schwartz
Kessel Schwartz (*1920 - ) es un hispanista e hispanoamericanista estadounidense.

## Biografía
Jefe del Departamento de Español de la Universidad de Miami, ha estudiado la obra de Vicente Aleixandre, y Gabriel García Márquez. Publicó The Contemporary novel of Ecuador (Ann Arbor, 1953), una edición anotada de Fiestas, de Juan Goytisolo y, junto a Richard Eugene Chandler, de una New History of Spanish Literature (Baton Rouge: Louisiana State University Press, 1961, segunda edición revisada ídem, 1991) y una complementaria A New anthology of Spanish literature (1967) en dos volúmenes; otras obras suyas son A new history of Spanish American fiction; The meaning of existence in contemporary Hispanic literature (1970) e Introduction to modern Spanish literature; an anthology of fiction, poetry, and essay.

## Obras
- Vicente Aleixandre New York: Twayne Publishers, (1970)
- Con Richard E. Chandler, New History of Spanish Literature (Baton Rouge: Louisiana State University Press, 1961, segunda edición revisada ídem, 1991)
- Con Richard E. Chandler, A New anthology of Spanish literature (1967)
- A new history of Spanish American fiction
- The meaning of existence in contemporary Hispanic literature (1970)
- Introduction to modern Spanish literature; an anthology of fiction, poetry, and essay

- Datos: Q6458555